# JR West série 227
La série 227 (227系, 227-kei) est un type de rame automotrice exploitée par la compagnie West Japan Railway Company (JR West).

## Aperçu
Ce modèle de train fut construit dans le but de remplacer les trains de banlieue et peri urbains trop vieux ( séries 113 , 115 , etc.), encore utilisés massivement en 2014 dans la région d'Hiroshima .Il a été développé avec des spécifications optimisées pour les lignes locales ,l'ensemble du train étant basée sur la série 225(visible par sa forme générale), série 225 utilisée sur les trains "Rapid Service" et "Special Rapid Service" du réseau urbain du Keihanshin.
En 2015 , les trains de la série 227-0 ont été introduits sur la ligne Sanyō , dans la zone métropolitaine d'Hiroshima ( réseau urbain d'Hiroshima ), et ont reçu le surnom de « Red Wing ». Le 29 septembre 2015 , les trains de la série 227-0 ont remporté le prix Good Design Award 2015  (catégorie Équipements et installations de mobilité) pour l'image de marque « JR City Network Hiroshima » (conception de la livrée des trains ).
À partir de 2019, la série 227-1000 a commencé à fonctionner sur la ligne Wakayama , la ligne Sakurai et la ligne principale Kisei (ligne Kinokuni) dans la région de Kinki ,pour la même raison de remplacer les trains trop vieux encore présents
À partir de 2023 ( Reiwa 5), la série 227-500, surnommée « Urara », est introduite dans la région d'Okayama ( région métropolitaine d'Okayama et région métropolitaine de Fukuyama ) .
L'ensemble du renouvellement de la flotte de la JR West pour ses secteurs moins fréquentés était décidé dès 2013 ,les trains étant en service a ce moment ayant 35 ans d'âge. Cela devenait urgent, et un plan de gestion fut décidé incluant la commande des futures séries 227, et l'installation de l'ATS-P sur certaines lignes

## Description

### Extérieure
Une caisse aux dimensions standard fut choisi ,soit L=20m, l=2.95m et comme basée sur celle de la série 225 , avec 3 portes par caisse, configuration standard des trains de banlieue /péri-urbain .Les trains sont similaires à d'autres séries pour anticiper l'installation de portes palières prévues à l'avenir. La caisse est en acier inoxydable ,assemblée par soudure a points et continue par laser.
.Suite au déraillement d'Amagasaki le 25 avril 2005 , les séries 225 et 521 (uniquement 3e lot) ont été équipées d'une zone déformable , le système "Tomoe -nage" .De plus, les joints entre le plancher, les panneaux latéraux, et le toit ont été renforcés pour réduire la déformation lors des collisions latérales et décalées . Les rames sont conçues pour fonctionner en unités multiples (UM2,UM3 et UM4).
Les feux avant ( phares ) et les antibrouillards sont au Xénon ( HID ) , tandis que les feux arrière sont à LED . La disposition des phares et des feux arrière est identique à celle du 3e lot de la série 521 et des séries 323. Les vitres latérales sont à trois pièces, avec une vitre ouvrable, une grande vitre fixe centrale, et une autre vitre ouvrante, schéma et modèle identique de fenêtres que celles des série 225-323,521 . Des capots anti chutes sont installés aux extrémités des formations , norme depuis 2011.

### Intérieure
La disposition de base est identique à celle des séries 223 et 225, avec cinq rangées de sièges transversaux convertibles espacés de 910 mm entre les portes (les sièges adjacents aux portes sont fixes), des sièges longitudinaux aux extrémités des caisses (hors cabine de conduite et toilettes) et des strapontins rabattables près des entrées et des sorties . La moquette des sièges est de couleur rouge, évoquant Hiroshima.
L'éclairage intérieur du train est par des LED, afin de favoriser les économies d'énergie. La lumière LED est d'abord diffusée uniformément sur le plafond, puis réfléchie pour éclairer l'intérieur du train, réduisant ainsi l'éblouissement et les ombres caractéristiques de l'éclairage LED.
Conformément à l'application de la loi relative à la promotion de la fluidité des déplacements des personnes âgées et des personnes handicapées ( nouvelle loi sans obstacle ), des places UFR sont présentes dans les voitures de tête (deux par train), et les toilettes (dans la KuMoHa 226) sont de grandes toilettes de style occidental ,accessibles UFR .
Une ligne jaune a été ajoutée à l'intérieur des portes passagers au niveau des joints, et deux voyants d'avertissement d'ouverture/fermeture des portes ont été installés au linteau des portes.
Pour l'information voyageur ,les écrans LCD ne furent pas retenus .Seules les girouettes a Led sont présentes au dessus de chaque porte. Des plans du réseau sont également présents a l'intérieur .
| Interieur d'une rame |  | espace UFR et sièges longitudinaux |  | Portes et info voyageur |
| Interieur d'une rame |  | espace UFR et sièges longitudinaux |  | Portes et info voyageur |

#### Cabine
Le tableau de bord de la cabine a éliminé les jauges et les voyants lumineux, et adopte à la place une structure de "Cockpit en verre" (Glass Cockpit), qui affichent les informations sur un écran LCD tactile. C'est la première fois que ce type de cockpit est utilisé sur les trains de ligne conventionnels de la JR West .Les mascons/contrôleurs/manettes de puissance et de freins sont séparés (Il y a 5 crans de traction et 7 de freinage).
Le pare-brise est recouvert d'un film incassable .Il y a quatre essuie-glaces au total : deux côté conducteur, dont un de secours, un côté conducteur assistant et un sur la porte d'intercirculation.

### Caractéristiques techniques
Les formations sont basées sur le concept du « système 0,5 M » adopté ,entres autres, par les séries 321,323, et 225, où par caisse, il y a un bogie moteur et un bogie porteur . Tous les équipements nécessaires au fonctionnement sont regroupés dans chaque voiture ,et donc toutes les voitures sont des motrices. Par conséquent, toutes les voitures sont équipées d'un dispositif de contrôle du véhicule , et la KuMoHa 227 (l'une des motrices avec cabine)  est équipée d'un pantographe et d'un compresseur d'air.
Le dispositif de commande, de type WPC15A, est fabriqué par Toshiba et Mitsubishi Electric.Il s'agit d'une unité intégrant le circuit principal qui commande les moteur ,et le bloc d'alimentation auxiliaire qui alimente les équipements auxiliaires (le SIV). Il s'agit d'un onduleur PWM à deux niveaux (de tension) utilisant des éléments IGBT . Le système de contrôle de puissance est équipé d'un onduleur VVVF ,de configuration 1C2M (1 Controleur gère 2 Moteurs). En revanche, l'alimentation auxiliaire a une capacité de 440 V AC triphasé et 75 kVA. Il est conçu pour assurer la redondance sur l'ensemble du train pouvant contrôler l'onduleur PWM à deux niveaux de tension, le circuit principal par commande CVCF et le fonctionnement en parallèle avec les alimentations auxiliaires des dispositifs de commande des autres voitures .
Les compresseurs d'air de la série 227 sont des compresseurs à vis à faible bruit de type WMH3098-WRC1600 avec déshumidificateurs intégrés .
Le pantographe est à bras unique ,de type WPS28E. Il s'agit d'un type à ressort et à air comprimé, équipé d'un dispositif de détection de levage et d'un dispositif de déverrouillage électromagnétique . Pour empêcher le pantographe de tomber en cas de dommage, des isolateurs sont placés au-dessus et en dessous du cadre du pantographe et fixés par un boulon traversant. Un deuxième pantographe est en préparation d'installation en plus du premier, mais certaines voitures de la série 227-1000 en ont déjà été installées des la construction.En plus des avertisseurs/kaxon pneumatiques de type AW-2 et AW-5, un avertisseur musical auxiliaire est installé sous le plancher de la voiture de tête ..
Les moteurs de traction sont des moteurs asynchrones triphasés à cage d'écureuil de type WMT106A . Un contrôle vectoriel sans capteur est utilisé et la puissance nominale par heure a été augmentée à 270 kW par moteur .Le système de climatisation est de type WAU708B avec fonction d'admission d'air frais extérieur, avec deux unités par voiture ,installées sur le toit, et une capacité de plus de 20 000 kcal/h.Les trains sont équipés d'un système de "détection de comportement anormal du véhicule ", et un boîtier lumineux indicateur se trouve en cabine .
Les bogies , comme les carrosseries, sont fabriqués par Kawasaki Heavy Industries et Kinki Sharyo . Du point de vue de l'amélioration de la stabilité et de la standardisation des pièces, le support de boîte d'essieu est un bogie sans support avec une poutre d'essieu, qui a été prouvé dans les séries 225 et 321. Des amortisseurs d'essieu sont installés entre les boîtes d'essieu et le châssis du bogie ,et des amortisseurs de lacet sont en préparation. Le bogie motorisé est désigné WDT63B, et le frein de base est un frein à bande de roulement . Les bogies porteurs sont désignés WTR246F pour la motrice intermédiaire (Moha 226) et WTR246G pour les motrices de tête (KuMoha 227 et KuMoha 226), et le frein est composé d'un frein à bande de roulement + deux freins à disque par essieu . De plus, le WTR246G est équipé d'un frein de stationnement à ressort .Un frein électrique régénératif est présent.

### Formations
- Série Kumoha 227 (Mc)

Motrice avec cabine de conduite. Elle dispose d'un espace UFR . Elle est équipée d'un dispositif de contrôle , d'une batterie de stockage, d'un compresseur d'air, du pantographe, etc.
- Kumoha 226 (M'c)

Motrice avec cabine de conduite. Elle dispose d'un espace UFR , de toilettes UFR , ainsi que d'un dispositif de contrôle du véhicule et d'une batterie de stockage.
- Moha 226  (M') (uniquement les rames a 3 caisses)

Une motrice intermédiaire équipée d'un dispositif de contrôle du véhicule, d'une batterie de stockage, etc.
| Kumoha 227 |  | Moha 226 |  | Kumoha 226 |
| Kumoha 227 |  | Moha 226 |  | Kumoha 226 |

## Modélisme
La série 227 est produite a l'échelle N par Kato et Tomix , en formation de 2-3 voitures.

## Galerie photos

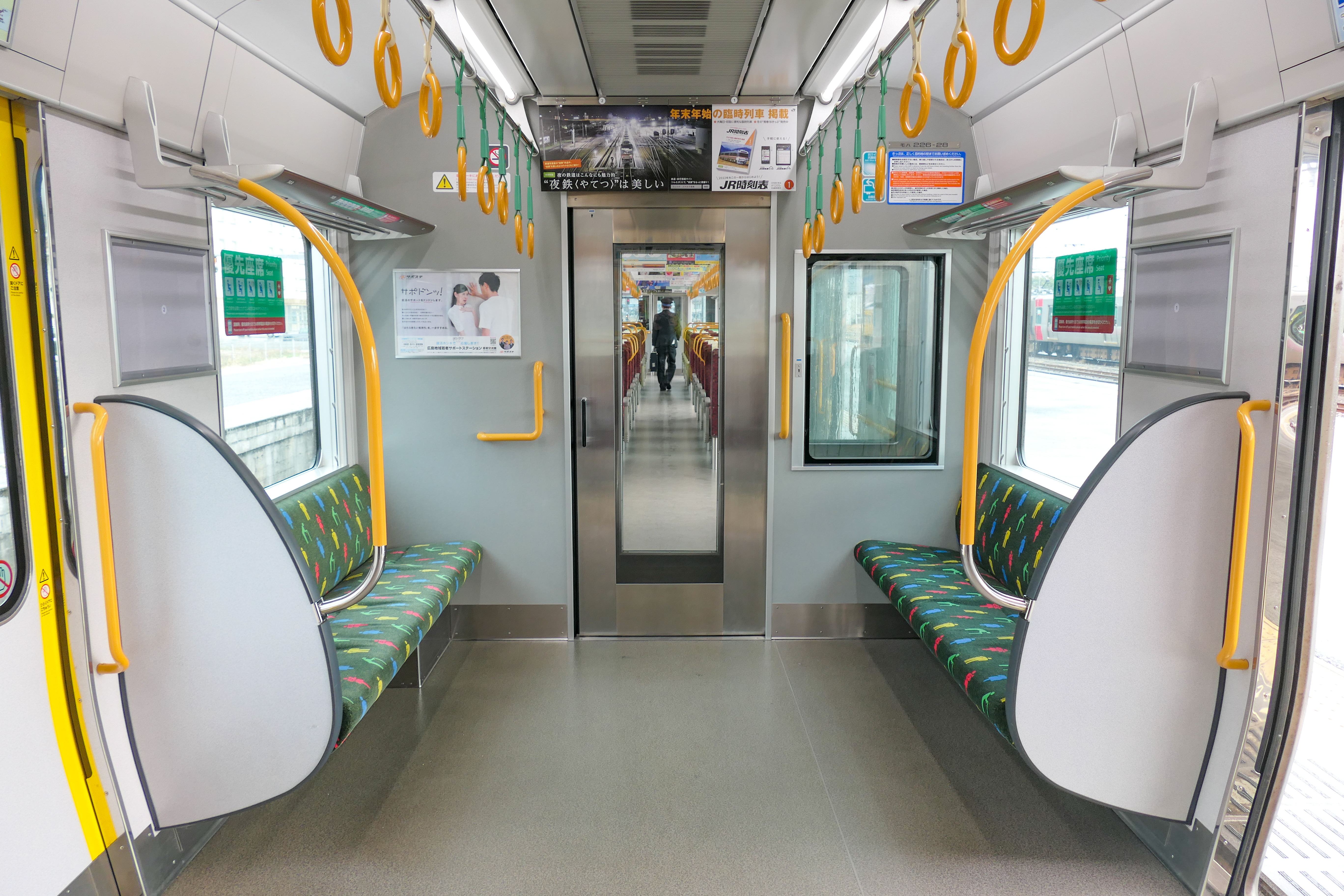
Places prioritaires
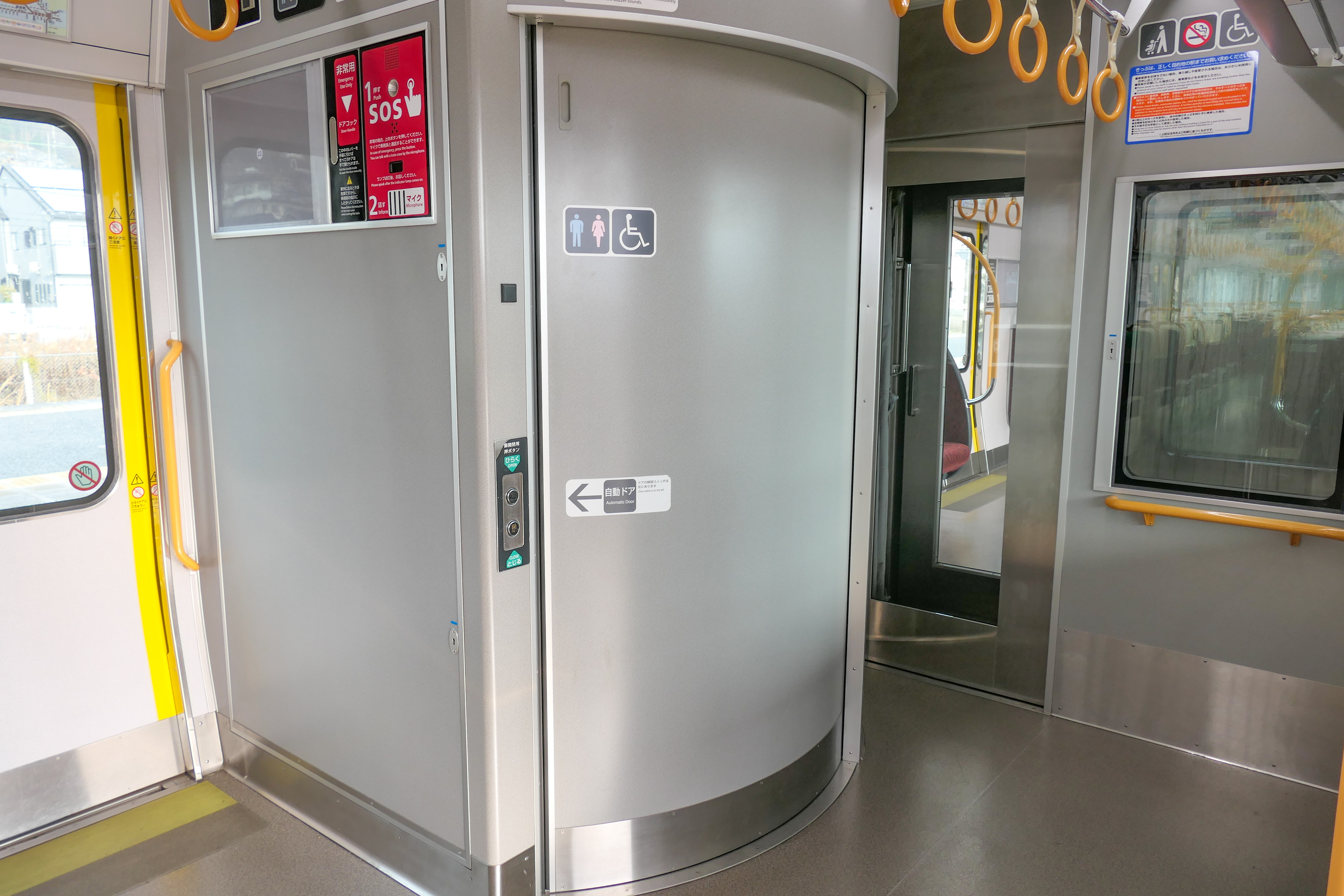
Toilettes UFR
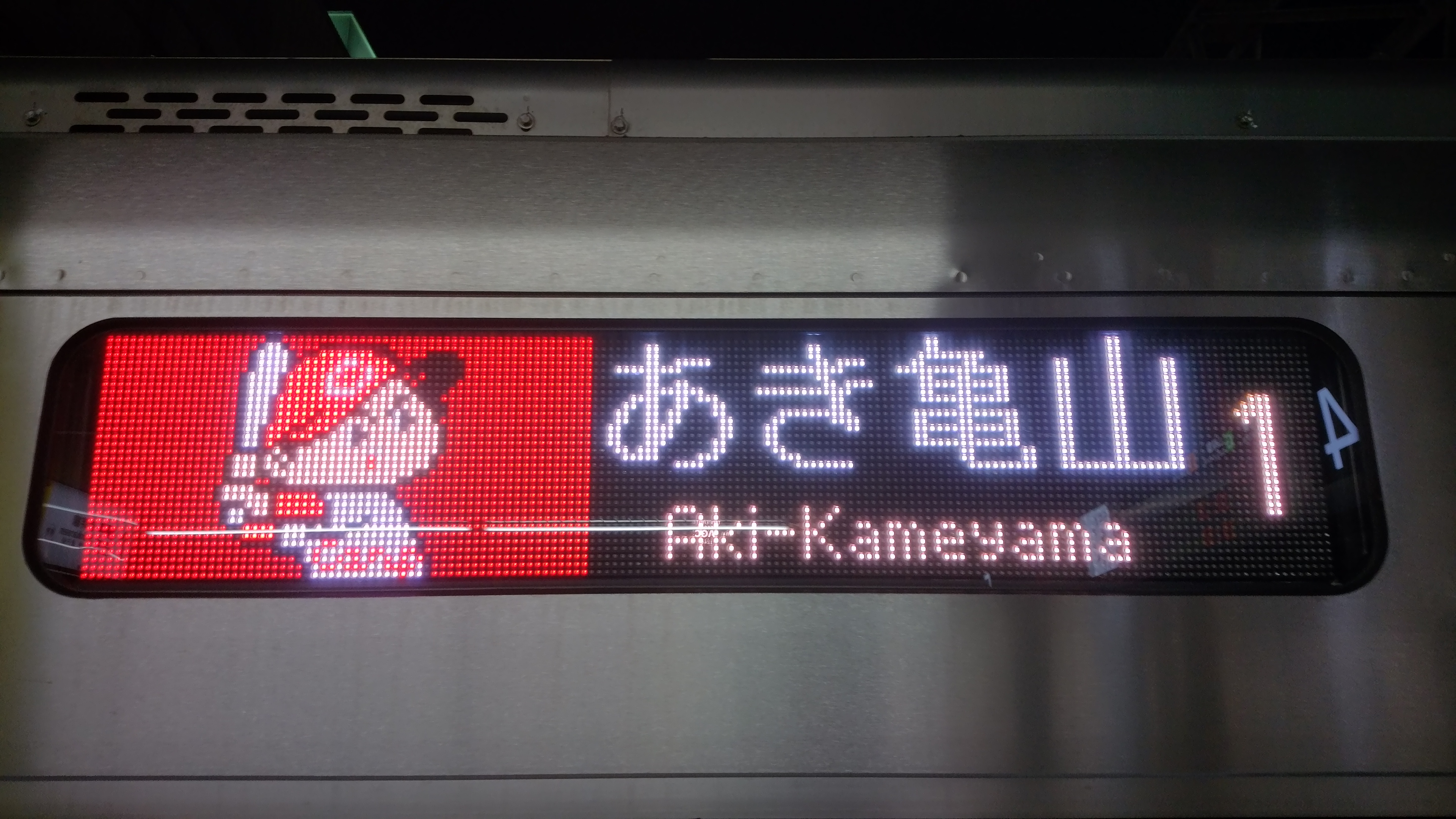
Girouette Led couleur , permettant des choses originales
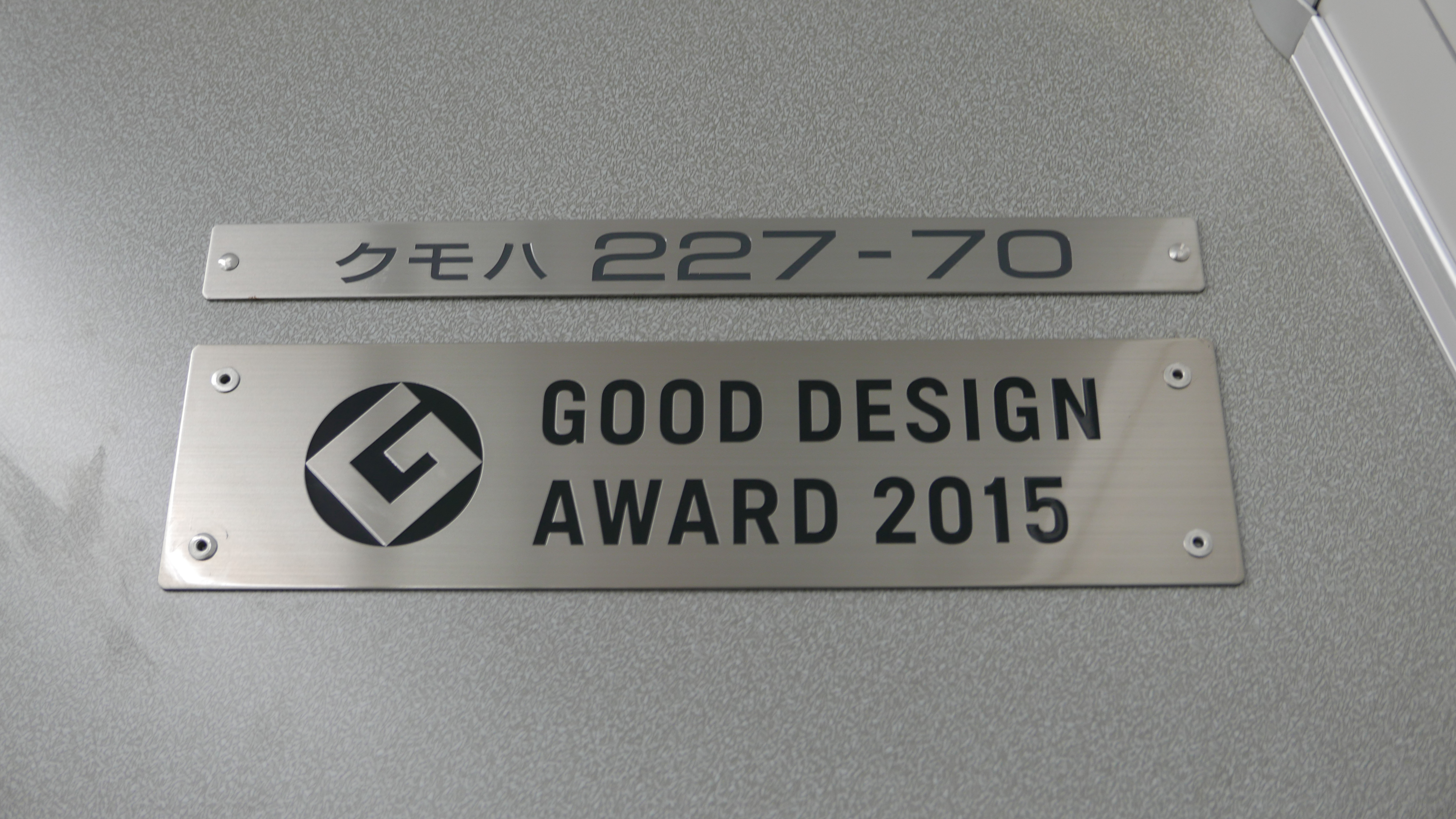
Plaque signalant la 1ere place au good design Award 2015.